# وولکان (رومانی)
شهر وولکن (به رومانیایی: Vulcan, Romania) در شهرستان هوندرا در کشور رومانی واقع شده‌است. جمعیت این شهر ۳۳٬۱۸۶ نفر  است.